# アテンションプリーズ
『アテンションプリーズ』は、1970年に東宝が制作し、TBS系列で放映されたテレビドラマ。初めて客室乗務員を扱ったテレビドラマである。タイトルの由来は、空港および航空機内での旅客向けアナウンスに際して前置される「Your Attention, Please」（注意を払って下さい＝皆様にご案内申し上げます）から。
2006年にリメイクされ、フジテレビ系列で放送された。

## 1970年版

### 概要
1970年8月23日から1971年3月28日の毎週日曜19時30分から30分枠『不二家の時間』（不二家一社提供）で、TBS系にて全32話が放映された。主演は紀比呂子。九州・佐賀県出身の主人公が高校卒業後、スチュワーデス試験に合格して上京し、厳しい訓練を経て国際線スチュワーデスとして活躍するまでを描いている。スチュワーデスという職業への認知を高めたといわれる。表現されるテーマは「美しい心」、名台詞に「大空は私の恋人」「私は世界一のスチュワーデスになる」がある。
日本航空の協力により制作されたという共通点があり、本作の14年後に堀ちえみ主演で制作される『スチュワーデス物語』とよく比較される。
本作企画のきっかけは、TBSプロデューサーの土井利泰が東京新聞の記事で「日航が大型ジャンボ機購入」「スチュワーデスの制服も森英恵デザインのものに一新」という記事を見てピンと来て「これで行こう」と思ったことだったという。「スポ根（サインはV）の次は“職業根性ドラマ”だ」としており、タイトルもある日買い物をしていた先のデパートの店内放送を聞いて「飛行機に乗った時に必ず聞くアナウンス」だとして思い付いたものだったという。プロデューサー、脚本家と共に多くのスチュワーデスに会って話を聞き、主人公の人物設定や様々なエピソード作りを進めた。そして出演者は全員、1970年6月3日から一週間、東京の羽田にある日航乗員研修センターで研修を受けた。
前作『サインはV』とは違えて、超人的なヒロインの登場は避けており、32本という放送回数は日航との協力体制もあって「これが限度」として決められたものだった。また、番組の最後には「このドラマは、日本航空の協力により制作されましたが、ドラマの内容は全て架空のものです」とのテロップが入れられた。しかし土井プロデューサー曰く、本作の放送によって日本航空は喜んだという反応があったが、本作に日航のイメージが強く付いたという印象もあって、スポンサーの不二家の社内ではかなり不満が強かったという。
2006年4月にフジテレビ地上波で新作が放送されることに伴って、その前後の時期にCS放送フジテレビ721でデジタルリマスター版が放送された。併せてDVD-BOX（キングレコード、2006年5月発売）もリリースされた。

### 構成
物語構成は、大きく3つに分けられる。これに更に中構成がある形となる。
（1）第1回 - 第13回 … 予備訓練期間（私服）
第1回 - 第4回：上京、合宿訓練
第5回 - 第9回：予備訓練
第10回 - 第11回：洋子の訓練所離脱
第12回 - 第13回：妙子の訓練所離脱と予備訓練終了
（2）第14回 - 第22回 … 専門訓練期間（制服着用）
第14回 - 第17回：失敗続きの実地訓練
第18回 - 第22回：見習い乗務
（3）第23回 - 第32回 … 正式乗務期間　
第23回 - 第25回：国内線のみの乗務
第26回 - 第28回：国際線乗務へ、第28回は最終章へのブリッジ的独立話
第29回 - 第32回：最終章

### キャスト
美咲洋子：紀比呂子
主人公。佐賀県出身で神主の娘。兄が山で遭難し、父一人娘一人になる。父の反対を押し切って兄との約束である雲海を見るためにスチュワーデスになろうとする。断トツの劣等生で英語が特に苦手だが、持ち前のがんばりと明るさで切り抜けていく。国体での卓球の試合で香川妙子と決勝戦で当たり、勝って優勝している。
田村早苗：范文雀
北海道出身。本来は100期訓練生だったが落第し、洋子たちと同じ101期生となる。周囲と溶け込まない孤高の存在だったが、洋子の熱意でしだいに打ち解けていく。のちに洋子のよき相談相手になる。
演じた范は前番組『サインはV』で人気者となり、この作品に出演（スピンオフ）した。
香川妙子：皆川妙子
病院の娘。101期生では、常にトップの成績を収めている優等生。国体の卓球の試合で負けただけではなく、ある理由から洋子を毛嫌いし、目の敵にしている。
南啓子：黒沢のり子
妙子の親友。妙子と一緒になって洋子をいびる存在。ただ、妙子が洋子をあまりに敵対視するのは理解できないでいる。国際線の見習い乗務前に結婚退職し、何故か洋子を結婚式に呼ぶ。
広村綾子：高橋厚子
静岡出身。訓練生寮で洋子と同室。101期の中では香川妙子に匹敵するほどの優等生で、おだやかな性格。洋子のよき理解者であり仲間。
関山百合：関口昭子
山梨出身。妙子とスチュワーデス試験の時に一緒だったために仲良くなり、妙子たちの仲間となる。寮では洋子たちの隣の部屋で早苗と同室。本来はお調子者で根は明るい。最初は、妙子たちと一緒になって敵対していたが、のちに洋子の仲間となる。
榊原やよい：麻衣ルリ子
東京出身。蕎麦屋の娘。洋子とはスチュワーデス試験で一緒となり、仲良くなる。洋子と同じくらいの劣等生である。
三上教官：佐原健二
パーサー兼任の101期の担任教官。厳しいが暖かく洋子たち訓練生を見守っている。「スチュワーデスにとって一番大切なことは"心"だ」と言い続けている。
堤健二：山内賢
パイロット訓練生。洋子と同じように親（母）一人子一人の境遇にある。洋子と同じくお節介な面がある。洋子とは喧嘩友だち。
田村順一：池田秀一
田村早苗の弟。大学浪人生であったが、遊びほうけていたのを洋子に注意され改心し、整備士試験を受けようとする。
美咲洋子の父：藤田進
佐嘉神社の神主。妻を早くに亡くし男手ひとつで二人の子どもを育てるが、大学生の長男を山の遭難で亡くす。洋子のスチュワーデス希望には反対していたが、試験に合格後は「死ぬ気でがんばれ」と送り出す。頑固一徹。
寮のおばさん：千石規子
日本航空芙蓉寮。訓練生の洋子たちを暖かく見守っている。
高村機長：竜雷太
堤健二の教官。三上教官と高村夫妻は古くからの友人であり、洋子たちにも家庭料理を振舞ってもらう。
高村機長の妻：田村奈巳
元スチュワーデス。洋子や綾子が上司に注意され腐っている時に的確なアドバイスで支援する。

### ゲスト
- 美咲洋子の隣の乗客：笠置シヅ子（第1回）
- 堤の母：中北千枝子（第8回）
- 香川妙子の義姉：春川ますみ（第9回、第13回）
- 洋子の叔父：市村俊幸（第10回、第11回）
- 洋子の叔母：町田博子（第10回、第11回）
- 洋子の従姉妹：深沢裕子（第10回、第11回）
- 蕎麦屋の客：土屋靖男（第16回）
- 榊原やよいの父：佐野浅夫（第16回、第24回）
- やよいの母：近松麗江（第16回、第24回）
- 先輩客室乗務員・北沢はるみ：川口恵子（第18回）
- しゃっくりをする乗客：ユスフ・トルコ（第18回）
- 高所恐怖症の乗客：大泉滉（第18回）
- 関山百合の父：木田三千雄（第19回）
- 百合の母：北城真紀子（第19回）
- 刑事：小栗一也（第23回）
- 強盗犯：上野山功一（第23回）
- 乗客：原ひさ子（第24回）
- ホテル総支配人：竜崎一郎（第26回）
- 日本料理店女将：徳大寺君枝（第26回）
- 武者修行の青年：高橋元太郎（第26回）
- 動悸を訴える乗客：小峰千代子（第30回）

### スタッフ
- プロデューサー：黒田正司、土井利泰
- 原案：上條逸雄
- 脚本：上條逸雄、竹林進、加瀬高之
- 撮影：田端金重
- 照明：加藤道夫
- 美術：栗山吉正
- 録音：田中信行
- 整音：原田敦
- 音楽：三沢郷
- ナレーター：納谷悟朗
- 監督：竹林進、金谷稔
- 制作：東宝、TBS

### 主題歌
- ザ・バーズ「アテンションプリーズ」（作詞：岩谷時子、作曲・編曲：三沢郷）

### 挿入歌
- 砂川啓介「俺は飛ぶ」（作詞：岩谷時子、作曲・編曲：三沢郷）

### 副主題歌
- ザ・バーズ「恋かしら　なぜかしら」（作詞：岩谷時子、作曲・編曲：三沢郷）
番組ではインストゥルメンタルが使用された。

※ 1970年8月25日に東芝音楽工業（現：ユニバーサル ミュージック ジャパン）から、ザ・バーズ／砂川啓介の名義で7インチレコード「TV 映画オリジナルサウンド『アテンションプリーズ』」（TC-1154）が発表された。A面に「アテンションプリーズ」と「俺は飛ぶ」、B面にザ・バーズが歌う「恋かしら　なぜかしら」が収録された。朝日ソノラマからソノシートも発売された。
※ 同時期に東芝音楽工業から、アルバム「テレビドラマ・シリーズ『アテンションプリーズ』歌とドラマ」（TC-7523）が発表され、上記3曲が収録された。

### 漫画化
- 細川知栄子『アテンションプリーズ』（『少女フレンド』連載）
単行本は講談社より全2巻で刊行（1970年11月16日、1971年3月16日初版発行）。ストーリーは、テレビドラマとは全く違った展開でオリジナルなものである。

### 放送日程
| 話数 | 放送日         | サブタイトル | 脚本     | 監督   |
| ---- | -------------- | ------------ | -------- | ------ |
| 1    | 1970年 8月23日 | 第1回        | 上條逸雄 | 竹林進 |
| 2    | 8月30日        | 第2回        | 上條逸雄 | 竹林進 |
| 3    | 9月6日         | 第3回        | 上條逸雄 | 竹林進 |
| 4    | 9月13日        | 第4回        | 上條逸雄 | 竹林進 |
| 5    | 9月20日        | 第5回        | 加瀬高之 | 金谷稔 |
| 6    | 9月27日        | 第6回        | 加瀬高之 | 金谷稔 |
| 7    | 10月4日        | 第7回        | 加瀬高之 | 金谷稔 |
| 8    | 10月11日       | 第8回        | 加瀬高之 | 金谷稔 |
| 9    | 10月18日       | 第9回        | 上條逸雄 | 竹林進 |
| 10   | 10月25日       | 第10回       | 上條逸雄 | 竹林進 |
| 11   | 11月1日        | 第11回       | 上條逸雄 | 竹林進 |
| 12   | 11月8日        | 第12回       | 上條逸雄 | 金谷稔 |
| 13   | 11月15日       | 第13回       | 上條逸雄 | 金谷稔 |
| 14   | 11月22日       | 第14回       | 上條逸雄 | 金谷稔 |
| 15   | 11月29日       | 第15回       | 竹林進   | 竹林進 |
| 16   | 12月6日        | 第16回       | 竹林進   | 竹林進 |
| 17   | 12月13日       | 第17回       | 加瀬高之 | 竹林進 |
| 18   | 12月20日       | 第18回       | 加瀬高之 | 金谷稔 |
| 19   | 12月27日       | 第19回       | 加瀬高之 | 金谷稔 |
| 20   | 1971年 1月3日  | 第20回       | 上條逸雄 | 金谷稔 |
| 21   | 1月10日        | 第21回       | 上條逸雄 | 金谷稔 |
| 22   | 1月17日        | 第22回       | 上條逸雄 | 竹林進 |
| 23   | 1月24日        | 第23回       | 上條逸雄 | 竹林進 |
| 24   | 1月31日        | 第24回       | 加瀬高之 | 金谷稔 |
| 25   | 2月7日         | 第25回       | 加瀬高之 | 金谷稔 |
| 26   | 2月14日        | 第26回       | 加瀬高之 | 竹林進 |
| 27   | 2月21日        | 第27回       | 加瀬高之 | 竹林進 |
| 28   | 2月28日        | 第28回       | 加瀬高之 | 金谷稔 |
| 29   | 3月7日         | 第29回       | 上條逸雄 | 金谷稔 |
| 30   | 3月14日        | 第30回       | 上條逸雄 | 金谷稔 |
| 31   | 3月21日        | 第31回       | 上條逸雄 | 竹林進 |
| 32   | 3月28日        | 最終回       | 上條逸雄 | 竹林進 |

## 2006年版

### 概要
2006年4月18日から6月27日にフジテレビ系列で火曜21:00～21:54に放送（初回は15分拡大して、22:09までの放送。また、最終回は10分拡大して、22:04までの放送となる）。全11回+スペシャル2回。
2007年1月13日・21:00より土曜プレミアム枠にてCAになった主人公・美咲洋子のその後を描く2時間スペシャル「アテンションプリーズ スペシャル ハワイ・ホノルル編」が放送された（テレビ大分では同年1月20日・深夜2:25から放送、青森放送では同年4月14日に放送）。また、2008年4月3日・21:30からはスペシャル第2弾となる「アテンションプリーズ スペシャル～オーストラリア・シドニー編」が放送された（青森放送では同年10月4日午後12:00～放送）。
元祖『アテンションプリーズ』を現代風にアレンジしたリメイク版。前作同様に日本航空の協力を得て制作されているため、エキストラとして、機内販売カタログのモデルや雑誌記事モデルの経験者をはじめとする現役の客室乗務員が多数出演している。
映像はHi-VISION制作。音声はステレオ放送及び字幕放送を実施。ただし、スペシャルを含めデータ放送は実施されていない。

#### 1970年版との相違点
登場人物では1970年版、2006年版ともに主人公「美咲洋子」は同じ役名だが、例えば1970年版の教官「三上」は2006年版では「三神」と字が変えられ、性別も男性から女性に変えられている（2006年の時点で日本航空ではCAの訓練で男性の教官が指導することがないため）。
他にもパイロット訓練生役の「堤」は1970年版では「堤健二」、2006年版では「堤修介」となり、役の設定も美咲洋子の恋人的存在から単なる友人に変更されている、1970年版では「関山百合」が2006年版では「関山有紀」、東京出身で実家が蕎麦屋の親友が1970年版では「榊原やよい」、2006年版では「若村弥生」と変えられている。
その他の登場人物は2006年版の完全オリジナルとなっている。また、1970年版ではナレーションを導入していたが、2006年版ではナレーションは置いていない。

#### エンディング
エンディングでは、主演の上戸彩が毎回、日本航空の初代からの歴代の制服を着用している。第9話から最終回のエンディングでは本作公式サイトでのファン投票によって決まった「歴代制服ベスト3」が登場する予定だったが「ベスト2」に変更され、最終回は歴代の制服全てが登場するエンディングが用意された（2007年・2008年スペシャル版のエンディングでも最終回と同じものが使用された）。

### 登場人物
美咲洋子 (21)
演 - 上戸彩（幼少期：鈴木うらら、少女期：黒沢ともよ）
このドラマの主人公。昭和60年4月2日生まれの牡羊座。入社当時は21歳。実家は北九州にある小さな運送会社で幼い頃に母親を亡くし、男兄弟4人の中で育った。そのためか、男勝りでガサツなところもあるが、負けず嫌いで明るい性格。調子に乗って教官・三神や先輩CA・カオルをしばしば不安視させてしまう。
地元で男友達とバンド活動をやっていて、片思いしていた司から「制服姿を見てみたい」と言われたためにCAになることを決意。訓練の途中で何度も挫折しながらもCAを目指す。
翔太とはお互い惹かれ合うが、いつも喧嘩してしまう。
2007年SP版では国際線移行訓練と国際線OJTを経て、弥生・有紀・沙織・はるか・理恵とともに国際線デビュー。
2008年SP版では奈々江のOJTインストラクターとなる。
工作は昔から苦手。訓練生時代に木下クラスの訓練生から「OJTへの延伸は確実」と揶揄をされ、一人だけ本当にOJTへの延伸を強いられ苦い経験をした経緯があり、国際線の客室乗務員としてサービスをこなせるようになっても「訓練センター」という言葉はトラウマとなっている。
同期CAの中で食欲はかなり旺盛（弥生の父が経営するそば屋ではおかわりをしたり、ラーメン屋では担々麺の大盛りを注文するほど）。
中原翔太 (25)
演 - 錦戸亮
整備士訓練生。仕事ぶりは真面目で性格は無口でクールである一方で、飛行機の話になると口数が増え明るくなる。航空大学校を出ており、パイロット志望だった。だが視力には問題ないものの目の奥に傷があり、パイロットの夢が閉ざされてしまう。但し、大型旅客機は無理だったが、軽飛行機は操縦出来るライセンスを持っている。洋子に心を動かされ、世界一の整備士を目指すことを決意する（また、洋子が世界一のCAを目指すことを後押しした）。普段は好意の裏返しから、洋子のことを「制服姿が似合わない」などとからかうが、よき相談役ともなって陰ながら応援、後押しをしている存在であり、ともに支えあううちに段々と洋子に惹かれていく。
2008年スペシャル版は回想シーンのみの出演だが、ブームアップ委員会の活動でホームページにアップされた洋子たちの動画を見て、異動先のインドのデリーから洋子宛のコメントを書き込んでいる。
好きな飛行機はダグラスDC-10で小学生のとき初めて乗り後で図鑑で調べた程深い思い入れを持っている。
若村弥生 (22)
演 - 相武紗季
双子座生まれ。洋子のことは入社試験で知り、入社式で出会い意気投合した。実家は商店街のそば屋「やぶ久」で、性格は気さくな人柄で正義感が強く、洋子の悪口を言う人に対して応戦するぐらいである。CAになって、制服姿で空港のロビーを歩くのが子供の頃からの夢。翔太に片思いをし、第10話で告白したが振られる。それ以後、翔太への想いは振り切ったようで、2007・2008年スペシャル版では互いに惹かれ合いながらもなかなかくっつかない洋子と翔太にヤキモキする描写がなされている。水泳が大の苦手だったが、最後まで頑張り抜いて非常救難訓練をクリア。自分の働く姿そして客室乗務員見たさにちょくちょく顔を出す昭三にうんざりしていたが、2008年スペシャル版で昭三が倒れたのを機に、将来への不安を感じながらも、父との関係を考え直す。
関山有紀 (22)
演 - 大塚千弘
おとなしい性格で頼りないところがあるが、反面気の強い一面も持つ。訓練生同士でも敬語を使う。洋子の明るさに感化され、友人となる。父親が会社では名の通った元機長で航空業界の情報には詳しいが、少しドンくさい。また偉大な父親の存在がコンプレックスともなっている。絶叫マシーンが苦手。洋子たちからは、その性格から愛情を込めて関山ちゃんと呼ばれている。OJT期間中、体重が増えたことを気にするあまり、食事を取らずに水だけで過ごしていたため倒れてしまう。2007年スペシャル版以降は堤と交際している。
弘田沙織 (23)
演 - 上原美佐
努力よりも要領で生きていくタイプで合コンやブランド品が大好き。堤に何度も言い寄られるが断固拒否する。また洋子に対抗意識があり、何かにつけて軽蔑していた（但し、三神クラス以外の同期が洋子の悪口を言ったときは、絶対に許さず洋子を庇う。）。実は家が貧しく、姉からのお下がりの服しか着られなかったことから、いつも周りの目を気にしていた自分を変えて、自信を持つためにCAを目指していた。非常救難訓練では筋力のなさから救命ボートの運搬に失敗していたが、トレーニングジムに通って体力を付けて克服した。その後、洋子とは総合試験を境に理解し合い、やがてOJTでは仕事仲間、そしてお互いを高めあうライバルとして友好関係を築いていく。
2008年スペシャル版では、洋子とともに訓練生のOJTインストラクターを務める。
麻生カオル (28)
演 - 笛木優子
2006年のカレンダーモデル・ミス4月に輝いた先輩CAで、洋子が苦手とする先輩でもある。また洋子にとっては彼女の言葉で不祥事を庇ってもらい処分を免れた経緯があり頭の上がらない存在でもある。CAの仕事を侮ったり訓練生でありながら一人前のCAとして振舞う洋子に先輩としての威厳を示すが、それをまんまと逆手に取られ後輩の前で恥をかく破目になる苦労人。第2話で洋子が起こした不祥事で恥をかかされ、それ以来、目の敵とする。洋子の記念すべき初OJT、そして初国際線OJT（2007年スペシャル版）では彼女のインストラクターとなる。
2007年スペシャル版では、青年実業家との婚約が破棄されたことが明らかにされた。それ以降、後輩の前では「結婚の話を沢山持ちかけられて困っている」と見栄を張っているが後輩の間で異性との交際や結婚、はたまた寿退社という話になると自分に焦りを感じ出す。
「お局」や「古い」等の結婚に遠縁となる言葉には地獄耳というぐらい非常に敏感である。人形が背後から倒れてくると気絶したり、グラスにカタツムリの殻が入っているのを見て悲鳴を上げるなど肝が小さい。ワインのソムリエの資格を持っている。
香川麗子 (22)
演 - 高橋マリ子 
成績トップで入社した三神クラスの訓練生。帰国子女で語学が堪能。
東野はるか (22)
演 - 大友みなみ
三神クラスの訓練生で、要領は良いが成績は普通。沙織や理恵と行動を共にすることが多い。洋子からは、軽々しく扱われていて東野っち（ひがしのっち）と呼ばれる。男が出来ず顔のことで悩んでいたが、2008年スペシャルでは桜咲くようになった。
渡辺誠 (38)
演 - 小市慢太郎
整備士の仲間で、翔太の大先輩でもある。厳しいところもあるが部下想いで、仕事に対するその姿勢や意見は真摯で筋が通っており、後輩たちから慕われている。洋子も「航空会社の人間として働く」点で学ぶこともあるように他職種の人間からも人望が厚い。モットーは「仕事は愛情を持ってやるもの」としており、「飛行機の安全」に対してもプロ意識が高い。番組制作に来たTVスタッフが格納庫で落し物をした際に立腹して取材を中止させたぐらいである。何かと目立っている洋子をいつも「元気な子だな」と言い、気に入っているようである。翔太と洋子の関係を好ましく思っているようで、時に、洋子に対して素直になれない翔太をわざとつついたり、インドに一時的に異動している翔太の頑張っている様子などを洋子へ言付けしてあげたりしている。そば屋「やぶ久」のざるそばが大好物である。
5年かけて1等航空整備士資格を取得。
堤修介 (27)
演 - 小泉孝太郎
パイロット訓練生（スペシャルでは副操縦士）。教官の桜田に対してやたらとゴマをすり、この行動に対しては、桜田から鬱陶しく扱われている。プライベートでは二股三股するほどのプレイボーイなため、CA達からの評判はよくない。しかし、飛行機の話をしたり、コクピットで操縦する時は、打って変わって一途で真面目な仕事人となる。他の女性と浮気している場面やエレベーター内で失禁したところを洋子に見られたことから、弱みを握られている。訓練生時代は、制服の袖に線が入っていなかったため「カラス」のあだ名で呼ばれていた。最終話で路線審査に合格し、副操縦士になる。翔太とは（特に翔太が）毒付き合いながらも、互いに認め合っている部分があり、仕事は違えど、ライバルのような関係でもある。
2007年スペシャル版以降、有紀と交際を始めたが、相変わらず訓練生やCAたちに声をかけてばかりで、女性にだらしないとたびたび誤解を招いている。
2008年スペシャル版では、この行動は実は深い意味が有ったのだが有紀を立腹させることとなり更に誤解されたことで自身も立腹する。そして両者不満の形でフライトで渡豪することになり: 演 - 。パイロットであるにもかかわらず、実は高所恐怖症。元機長である有紀の父を尊敬している。
若村昭三 (48)
演 - 浅野和之
弥生の父。そば屋「やぶ久」の主人でありながら、その実は三神がカレンダーモデルに選ばれていたことさえ知っているCAオタク。カレンダーモデル・ミス4月のカオルの大ファン。洋子とは気が合い、店に来た時には、えびの天ぷらをごちそうする。最終話では弥生の働いている姿をひと目見たいがために、OJT最終日に弥生が乗務するフライトに変装して搭乗したが…。2008年スペシャル版では過労で倒れてしまう。
村山瑞穂
演 - 眞野裕子
カオルと同じく先輩CAで、洋子たちに辛く当たる。特に有紀は、OJTインストラクターとして顔を合わせるだけで足が動かなくなるほどの恐怖症になっていた。更に言えば、インストラクターとして付くだけでなく同じフライトであることだけで怯えていた。洋子たちの前では、鉄の女と呼ばれるような厳しい先輩として振舞っている。しかし、後輩から「仕事ができるイイ女」と思われることを目指しているが、「ベテラン」と思われるのは毛嫌いしており、歳のことを指摘されると「まだ若い」ことをムキになって強調する可愛い一面もある。桜田の引退フライト当日に30歳の誕生日を迎えた。前述のとおり30歳になったことは、自身のコンプレックスとなっており、カオルと同じく「いつかは寿退社」を目論んでいる。
長野和子
演 - 石川真希 
現場のCAとして乗務する客室乗員部チーフ。桜田からも恐れられる「客室乗員部のドン（親玉）」で、三神も頭が上がらない大先輩でもある。三神クラスの訓練生の総合試験で、ドライな試験官として振舞う。当然のことながら、洋子の訓練生時代からの素行を知り尽くしている。
竹本理恵 (22)
演 - 星野奈津子 
三神クラスの訓練生で、沙織やはるかと行動を共にしている。
大木光也
演 - 田中聡元
翔太の先輩に当たる整備士。2007年スペシャル版で先輩の渡辺整備士同様に5年掛かりで1級航空整備士の資格を取得。女性の客室乗務員に興味を持っているが、中でも弥生に好意を寄せている。翔太と同様、堤のことを「嫌味なやつ」と思っている。
太宰晋一郎 (53)
演 - 井上順（特別出演）
客室乗務員訓練部部長。温厚な性格であり、ムードメーカー的存在。くだらないジョークをよく飛ばすことも。桜田とは旧知の仲である。一人の落伍者も無く優秀なCAを育て上げることをスローガンとしている。洋子がCAとして入社するまでに実はある形で関与していた。このこともあり、訓練中に洋子が起こした不祥事をかばい続け、彼女を一人前のCAに育て上げた。
木下朝美 (35)
演 - 七瀬なつみ 
訓練部のCA教官で、OJT期間中はOJTデスク（訓練生の担当窓口）を担当した。三神を尊敬している一方で、競争意識もある。柔らかい物腰ながら、洋子や三神にさりげなく嫌味を言うことがあり「あの美咲洋子が: 演 - 」「三神教官も苦労が絶えませんね」などが口癖だが、洋子がOJTに進んだ第9話以降はそのような言動は少なくなった。美容という言葉に非常に弱い。
桜田信哉 (48)
演 - 小日向文世
機長を務める正パイロットで、堤の教官。穏やかな性格で洋子を見守り、彼女の教官である三神のよき相談役となって、何度も励ます。終盤で三神と両思いの関係に。第10話での堤の路線審査フライトを最後にパイロットを引退。
2007年スペシャル版では訓練教官となる。
三神たまき (38)
演 - 真矢みき
訓練部のCA教官（CA兼任）。洋子らの訓練生時代の指導者。また、営業運航便の乗務においても洋子らの指導者になることがある。現役CA時代は容姿端麗でありながら何人ものお客様を満足させたことで、人気・実績共に秀でた経歴を持つパーフェクトウーマン。CAの仕事に対して実力相応のプライドを持っている。洋子のクラスの担当教官で訓練中は「クールな鬼教官」として振舞う。中でも洋子に対して厳しく接している。その裏には洋子に似た後輩CA・浅田今日子が関連していた。同時に洋子が、調子に乗りやすい性格であることを見透かしていることも起因する。洋子に対しては何かと厳しく接しているが、朝美が洋子に対して腐す発言をした際は、発言を許さず、朝美に慇懃無礼な態度を取り、洋子を庇うこともあった。どんなに洋子に愚痴られても彼女の長所も見出し、一人前のCAの育成に徹し、最後は彼女を立派なCAに育て上げた。桜田に結婚の話を持ちかけられると洋子の前で振舞う「クールな鬼教官」とは打って変わって洋子たちの前では絶対に見せない「女」となる。
1992年のカレンダーモデル・ミス5月に選ばれた。
2007年スペシャル版では洋子たちの国際線移行訓練の教官を務め、洋子の記念すべき初OJTに乗客として、OJT最終日、国際線初OJTのホノルル便（所属している陸上部を代表して、ホノルルマラソンの打ち合わせを兼ねて）、そしてシドニー便でも乗務員として同乗している。
2008年スペシャル版で経営本部客室企画室室長への異動の話を受諾する。

### ゲスト

#### 第1話
芳村智枝美
演 - 山崎静代（南海キャンディーズ）（第11話）
洋子とルームシェアをする謎のルームメイト。人形コレクターで、愛称は「ちーちゃん」。旅に出ると言い残し、長期間家を空けることになる。実は洋子にとってある身近な存在でもあった。
美人キャビンアテンダント演 - 吉瀬美智子
北九州空港のロビーで洋子がぶつかった。
鮎川司
演 - 高岡蒼甫
洋子が好意を寄せているバンド仲間の男友達。銀行へ就職するために上京。「洋子の制服姿を見てみたい」という彼の一言がきっかけで、洋子がCAを目指すこととなる。
マサト
演 - 斉藤直行
ヒロ
演 - 植田健
リュウ
演 - 高橋洋平
洋子のバンド仲間。
司の彼女
演 - 東原亜希

#### 第2話
楊秀華
演 - 王雪丹
中国人の旅行者。羽田空港のロビーで、カオルの制服を着た洋子に旭山動物園の行き方を尋ねる。

#### 第3話
トレーニングジムのジムメイト
演 - 崔領二、佐々木義人、石川英司
沙織が通っているトレーニングジムにいた筋骨隆々な男性たち。

#### 第4話
福永裕一
演 - 鈴木浩介
テレビ局・チャンネル2のディレクター。三神クラスの訓練生たちを取材する中で洋子に目をつけ、リポーター役を依頼する。

#### 第5話
桂木志穂
演 - 森口瑤子
かつて三神とともに美人客室乗務員「MKギャルズ」（桂木→K、三神→M）と称されていたOG。ファンクラブも存在。現在は結婚と仕事を両立させている。新しく出来る航空会社でCA統括部署を任され、優秀な訓練教官としての三神の才能を見抜き、引き抜きにやって来る。三神とは「たまき」「志穂」と呼び合う関係であり、最高のパートナーとしている。桜田とも旧知の仲。三神が花形の客室乗務員から訓練教官に移る経緯を知っている一人でもある。

#### 第6話
タクシーの運転手
演 - 谷津勲
洋子らを乗せたタクシー運転手。かなり耳が遠く「やぶ久」を「はぶ久」と何度も聞き間違える（但し、店の場所は間違えていない）。2007年・2008年スペシャル版にも登場。

#### 第7話
岡場五郎
演 - 山里亮太（南海キャンディーズ）（第11話）
智枝美の元彼。ひそかに作った合鍵を使って洋子の部屋に入るが、洋子に「（智枝美の）ストーカー」呼ばわりされてしまう。智枝美と同様、彼も洋子にとっては身近な存在であった。
窪田理奈
演 - 浅見れいな
木下クラスの訓練生。沙織とは同じ大学で、何度か男を取り合っている。洋子ら三神クラスを見下しており、何かにつけて嫌味を言う。しかし、洋子に「客室乗務員として考えが幼稚である」ことを指摘され、揚げ足を取られる形となった。
大島恵
演 - 山口日記
木下クラスの訓練生。理奈と共に行動しており、同じく三神クラスを見下している。

#### 第8話
手塚浩一
演 - 菊池均也
航空大学校時代の翔太の教官。現在は郊外の飛行場で働いている。

#### 第9話
双子の乗客
演 - ザ・たっち
ジュースの老婦人
演 - 森康子
イケメン男性客
演 - 累央
一人旅の少年
演 - 小室優太
機内を駆け回っていたところを注意され、洋子にイタズラを仕掛ける。
立ち上がる乗客
演 - 黒田志保
オセロ好きの老人
演 - 新井量大
洋子に何度もオセロの対戦を頼む。
鈴をなくした女婦人
演 - 市川千恵子
孫から贈られた大切な鈴を機内で失くしてしまい、洋子に探してもらうよう頼む。

#### 第10話
機内のスター
演 - 木村カエラ（本人役）
洋子が乗務する飛行機に乗っており、洋子とは音楽の話で気が合った。サインを求めてきた乗客から身を守ってくれたお礼に、洋子とカオルにサイン色紙を贈った。
シャキール
演 - バンダ・ビョムケシュ
機内で出会った洋子にプロポーズした宝石王。
鈴木隆弘
演 - 芦田昌太郎
IT企業の代表取締役主任。洋子を食事に誘う。
頭痛の女
演 - 松永香織
着陸直前にイヤリングを落としてしまう。
商談を控えている乗客
演 - 大林丈史
商談先に向かうため搭乗していたが、搭乗機出発の遅れに苛立ち激怒する。
友人を待たせている乗客
演 - 増子倭文江
搭乗機出発の遅れにより苛立ち、必死に乗客を宥める洋子に対して立腹する。
徹夜明けの乗客
演 - 大江聡
搭乗機出発の遅れによる乗客たちの騒ぎで泣き止まない赤ちゃんに苛立つ。
丸顔の乗客
演 - 藤本静
水だけ飲んでも体重が増えることを気にするあまり、気分が悪いことを我慢していたが、有紀の説得で出された水を飲んだ。
赤ちゃんの母親
演 - 遠藤好
搭乗機出発の遅れによる乗客の騒ぎで泣き止まなかった赤ちゃんのスタイを見て、搭乗日当日が赤ちゃんの誕生日だと知った洋子が『Happy Birthday to You』を歌ってお祝いした。

#### 第11話
横山豊
演 - 山田明郷
元CAの娘と孫に会いに行くため、道子と共に搭乗した乗客。機内で意識不明になり倒れた。
横山道子
演 - 泉晶子
横山の妻。
新人訓練生
演 - 渋谷飛鳥
入社当時の洋子を彷彿させるような派手なファッションに身を包んだ女性。洋子に訓練センターまでの道のりを尋ねる。

#### スペシャル ハワイ・ホノルル編
リサ・ナカタ
演 - 原田夏希
三神の紹介で洋子にフラダンスを教えることになった女性。クムフラ（フラダンスの指導者）を目指している。
轟博人
演 - 正名僕蔵
洋子の初国際線OJTで乗っていた乗客。リサの交際相手であったが、突然の別れ話に納得いかず渡布した。
伊藤奈々子
演 - 堀まゆみ
堤がナンパをしていたCA。
初フライトの乗客
演 - 伊藤正之
ミスター・ナカタ
演 - デビット・ヒロカネ
ハワイに在住する日系三世。リサの父親で三神とは旧知の仲である。
新婚カップル
演 - 出口哲也、河本千明
カオル・洋子の担当エリアの乗客。サービスに対してそれをよそにイチャつき出し洋子を困惑させる。言わば「バカップル」。
エグゼクティブクラスの乗客
演 - 勝倉けい子
若い母親
演 - 平良千春
はしゃぐ子供
演 - 山瀬翔太
洋子が乗務していた国内線の搭乗客。機内を駆け回っていたところ、飲料サービス中の洋子にぶつかる。

#### スペシャル オーストラリア・シドニー編
上野奈々江
演 - 清水由紀
三神クラスの訓練生。洋子や三神に対して反抗的な態度を取り、洋子だけでなく沙織たちからも小生意気だと扱われている。OJTでは洋子がインストラクターを担当。OJTでの延伸は無かったことを除き、仕事への態度は訓練生時代の洋子に酷似している。また、洋子が訓練生時代に自暴自棄になったときに、三神に対して言った発言を洋子に対して言った。
老婦人の乗客
演 - 宮内順子
シドニー発成田行便の搭乗客。

### スタッフ
- 企画：大辻健一郎、土屋健（スペシャルでは協力プロデューサー）
- 原案：上條逸雄
- プロデュース：岩田祐二
- 協力プロデューサー：加覧義徳（東宝）
- 脚本：後藤法子（第1～5・7～8・10～11話・SP）、永田優子（第6・9話）、今井雅子（スペシャル～オーストラリア・シドニー編）
- 音楽：菅野祐悟
- 演出：佐藤祐市、植田泰史、城宝秀則、北川学
- 協力：バスク、フジアール、ベイシス、東宝、日本航空
- 海外ロケコーディネート：鈴木富士（CPインターナショナル・オーストラリア/スペシャル～オーストラリア・シドニー編）
- 制作：フジテレビ、共同テレビ

### 主題歌
- 木村カエラ「OH PRETTY WOMAN」（コロムビアミュージックエンタテインメント[注釈 9]）※ロイ・オービソンのカヴァー

### サブタイトル
| 各話                                                  | 放送日                     | サブタイトル               | 脚本     | 演出     | 視聴率 |
| ----------------------------------------------------- | -------------------------- | -------------------------- | -------- | -------- | ------ |
| 第1話                                                 | 2006年4月18日              | 大暴走サイテー新人訓練生!! | 後藤法子 | 佐藤祐市 | 17.7%  |
| 第2話                                                 | 4月25日                    | 憧れ!?の制服               | 後藤法子 | 佐藤祐市 | 14.9%  |
| 第3話                                                 | 5月02日                    | 地獄の非常救難訓練!!       | 後藤法子 | 佐藤祐市 | 16.8%  |
| 第4話                                                 | 5月09日                    | 2人だけの初フライト        | 後藤法子 | 植田泰史 | 16.0%  |
| 第5話                                                 | 5月16日                    | CA流イイ女への道!!         | 後藤法子 | 城宝秀則 | 15.7%  |
| 第6話                                                 | 5月23日                    | アンタなんて大嫌い!!       | 永田優子 | 佐藤祐市 | 15.3%  |
| 第7話                                                 | 5月30日                    | 最後の授業…涙の理由        | 後藤法子 | 植田泰史 | 15.4%  |
| 第8話                                                 | 6月06日                    | 告白…大空の初デート        | 後藤法子 | 佐藤祐市 | 16.9%  |
| 第9話                                                 | 6月13日                    | 初フライト…二人の夜        | 永田優子 | 北川学   | 15.7%  |
| 第10話                                                | 6月20日                    | 翔べ!!恋の翼にのって       | 後藤法子 | 城宝秀則 | 19.2%  |
| 第11話                                                | 6月27日                    | 大空へ!!旅立ちの時         | 後藤法子 | 佐藤祐市 | 16.5%  |
| 平均視聴率 16.4%（数字は関東地区･ビデオリサーチ調べ） |                            |                            |          |          |        |
| 特別編                                                |                            |                            |          |          |        |
|                                                       | 2007年1月13日              | ハワイ・ホノルル編         | 後藤法子 | 佐藤祐市 | 17.2%  |
| 2008年4月03日                                         | オーストラリア・シドニー編 | 今井雅子                   | 13.3%    | 佐藤祐市 |        |

### 関連商品
- アテンションプリーズ サウンドトラック〜OH PRETTY WOMAN〜（2006年5月24日）
- アテンションプリーズ DVD-BOX（2006年10月18日）
- アテンションプリーズ スペシャル ハワイ・ホノルル編 DVD（2007年6月6日）
- アテンションプリーズ スペシャル～オーストラリア・シドニー編 DVD（2008年9月17日）

### 再放送（判明しているもののみ）
各局とも放送枠の都合により、本放送時より一部シーンをカットした短縮版にて放送されている。
- 北海道文化放送『特選ドラマ』枠にて放送、月～木のみ
  - 2009年9月21日〜10月13日（9月23・30日は通販番組、10月12日は第21回出雲駅伝を放送のため休止）
  - 2010年5月6日〜5月21日
- 岩手めんこいテレビ『ドラマくりっぷ』枠にて放送、平日のみ
  - 2009年7月22日〜8月5日
- 仙台放送『ごごドラ』枠にて放送、平日のみ
  - 2009年5月25日〜6月8日
  - 2010年3月30日〜4月13日
- 新潟総合テレビ『アンコールドラマ』枠にて放送、平日のみ
  - 2009年6月17日〜7月1日
- フジテレビ（番組制作局）『チャンネルα』→『ドラマチックα』枠にて放送、平日のみ
  - 2007年1月5日〜1月12日
  - 2007年9月29日　スペシャル～ハワイ・ホノルル編（これのみ『土曜ワイド』枠にて放送）
  - 2008年3月27日〜4月3日
  - 2008年9月25日〜10月17日（9月26日・10月7・9・10・13･14日は休止）
  - 2008年12月26日　スペシャル～オーストラリア・シドニー編
  - 2009年5月29日〜6月8日
  - 2014年6月16日〜6月30日
- テレビ静岡、平日のみ
  - 2009年7月29日〜8月13日（8月11日は番宣番組を放送したため休止）
  - 2010年4月15日〜4月29日
  - 2014年7月3日〜7月17日
- 東海テレビ『ヤングドラマセレクション』→『ゆうプレ』→『ごごプレ』枠にて放送、平日のみ
  - 2009年1月7日〜1月22日（1月12日は『FNNスーパーニュース』を拡大放送したため休止）
  - 2010年3月15日〜4月1日（3月22日は祝日のため、3月25・26日は『世界フィギィアスケート選手権男子』を放送のため休止）
  - 2013年2月7日〜2月22日（2月11日は休止）
  - 2013年3月28日　スペシャル～オーストラリア・シドニー編
  - 2014年7月22日〜7月31日
- 富山テレビ『すてーじA』枠にて放送、平日のみ
  - 2011年8月18日〜8月26日
- 石川テレビ、平日のみ
  - 2012年6月20日〜7月3日
  - 2016年5月19日〜6月2日
- 福井テレビ、月～木のみ
  - 2009年8月10日〜8月26日
- 関西テレビ『てれびふりーく』枠にて放送、平日のみ
  - 2007年10月15日　スペシャル～ハワイ・ホノルル編
  - 2008年3月27日〜4月3日
- 岡山放送『ゴゴパラ』枠にて放送、平日のみ
  - 2011年8月16日〜8月30日
- テレビ新広島『TSSヤングドラマセレクション』→『5時ドラッ!』枠にて放送、平日のみ
  - 2007年1月24日〜2月7日
  - 2008年4月15日〜4月29日
  - 2009年11月11日～11月26日（23日は祝日のため放送なし）
  - 2009年11月27日　スペシャル～オーストラリア・シドニー編
  - 2011年7月22日〜8月5日
- 高知さんさんテレビ
  - 2008年4月11日〜4月25日（『ドラマセレクション2』枠にて放送、平日のみ）
  - 2009年1月17日　スペシャル～オーストラリア・シドニー編（『サタデーワイド』枠で放送）
  - 2010年1月21日〜2月4日（『ドラマセレクション1』枠にて放送、平日のみ）
- サガテレビ『ヤングドラマランド』→『ドラマセレクション』枠にて放送、平日のみ
  - 2009年1月21日〜2月4日
  - 2012年2月8日〜2月22日（午後2時5分より再放送開始）
  - 2015年4月24日〜5月8日（午前9時50分より開始）
- テレビ西日本
  - 2009年3月14日　スペシャル～オーストラリア・シドニー編
  - 2013年5月22日〜6月5日
  - 2014年6月26日〜7月10日
- テレビ熊本
  - 2011年7月19日〜
- 鹿児島テレビ『KTSドラマスペシャル』枠にて放送、日曜日除く
  - 2009年6月29日〜7月10日
- テレビ宮崎『ドラマパーク』枠にて放送、平日のみ
  - 2011年7月18日〜8月2日（7月25日は『平成23年度金鷲旗高校柔道男子決勝』を放送のため休止）
  - 2015年9月1日〜9月15日

### 主なロケ地
- 羽田空港第1旅客ターミナルビル、羽田JALカーゴセンタービル、日本航空メンテナンスセンター、日本航空客室乗務員訓練センター、羽田空港新整備場、北九州空港[注釈 11]、日本航空学園

### その他
- 2006年版でCA訓練生・若村弥生役を演じた相武紗季が、2006年9月から2008年まで日本航空（以下、JAL）のイメージキャラクターに起用され、再びJALのCAの制服姿を披露している[6]。さらに、JALの航空券早期購入割引制度の広告媒体としてボーイング777機（先得ジェット）にその姿の巨大写真がペイントされた[7]。また2013年10月期に放送の同局系連続ドラマ『ミス・パイロット』でANAのパイロット訓練生→ディスパッチャーアシスタント・小田千里役を演じている。
- 桜田信哉役を演じている小日向文世は、フジテレビ等制作で2008年に公開された映画『ハッピーフライト』でもANAの機長、そして教官役で出演していた。また、2009年に公開された映画『沈まぬ太陽』でも国民航空（JALをモデルにした架空の航空会社）の機長役と三度機長役を演じている。
- CA訓練生・弘田沙織役を演じている上原美佐は、2004年に放送された同局系単発ドラマ『スチュワーデス刑事8』で日本エアシステム（後にJALと経営統合されている）の客室乗務員・山崎良美役を演じた。また、2012年10月期に放送の同局系連続ドラマ『TOKYOエアポート〜東京空港管制保安部〜』でJALのディスパッチャー・工藤美希役を演じた。
- 訓練部教官・木下朝美役を演じている七瀬なつみは、1987年にTBS系で放送された単発ドラマ『新人類スチュワーデス二人旅』でJALの客室乗務員役を演じていた。
- 「アテンションプリーズ スペシャル ハワイ・ホノルル編」でホノルル便の搭乗客であった轟博人役の正名僕蔵は、フジテレビ等制作で2008年に公開された映画『ハッピーフライト』でもANAのホノルル便での搭乗客を演じている。
- CA訓練生・関山有紀役を演じた大塚千弘は、2013年～2014年に同局平日午後の再放送枠『ドラマチックα』内で複数回放送されたJALのインフォマーシャルCMで客室乗務員役を演じた。
- 本作のレギュラーであった小日向文世・浅野和之・眞野裕子、第7話にゲスト出演した浅見れいな、第8話にゲスト出演した菊池均也は2003年1月期に放送された同局系（関西テレビ制作）連続ドラマ『僕の生きる道』にいずれもレギュラー出演していた。